# Jean-Baptiste-Ange Tissier
Pour les articles homonymes, voir Tissier.
Jean-Baptiste-Ange Tissier, dit Ange Tissier, né à Paris le 6 mars 1814 et mort à Nice le 4 avril 1876, est un peintre français du XIXe siècle.
Portraitiste au style romantique sage, il compte parmi les peintres officiels du Second Empire.

## Biographie

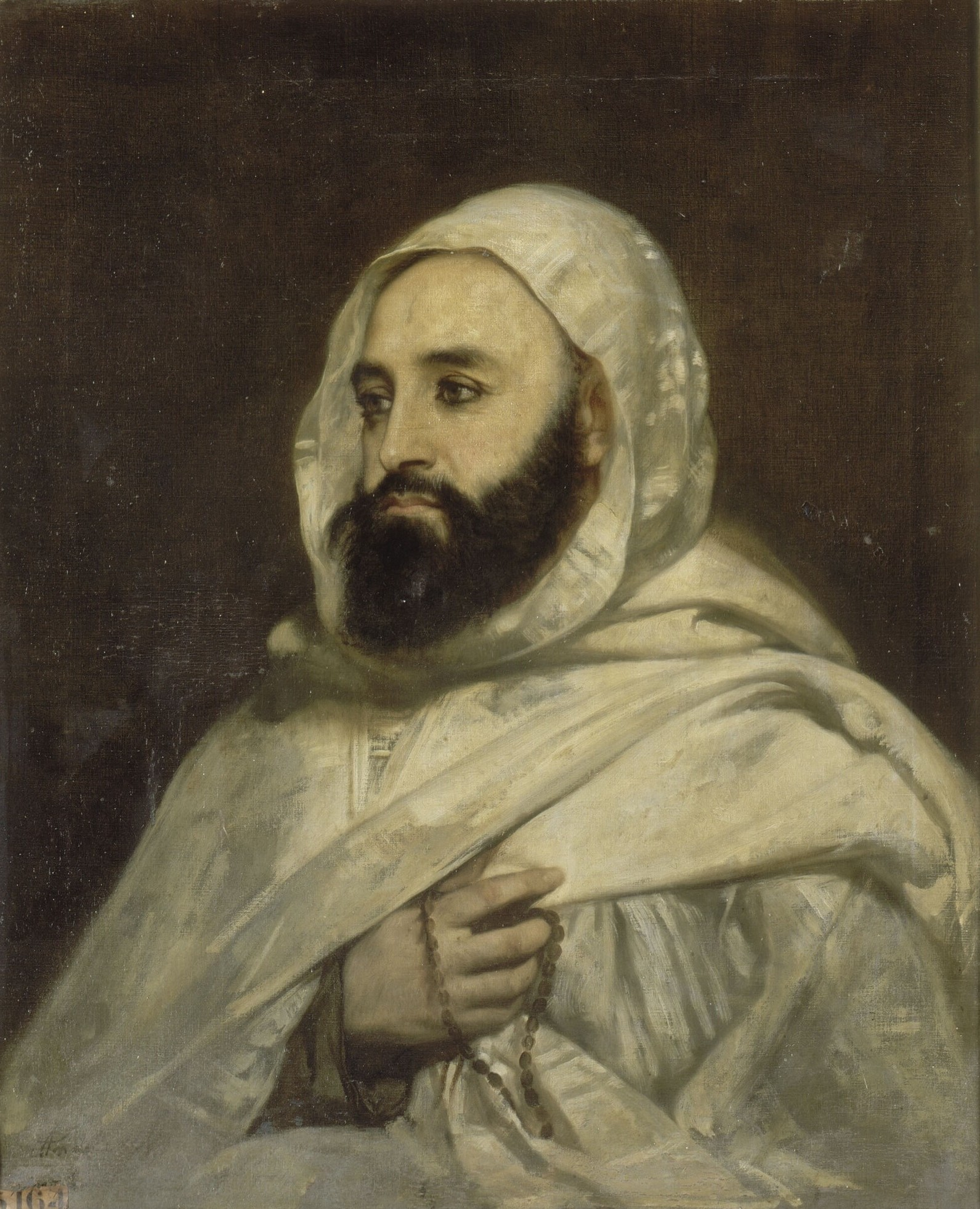
Portrait en buste de Ben ed-Din Abd el-Kader, émir algérien, 1852,, musée de Versailles - réplique du portrait en pied conservé dans le même musée.

Né à Paris de parents soissonais, Ange Tissier commence ses études au collège de Soissons puis fait ses humanités au petit séminaire de Laon. En 1835, il entre dans les ateliers des peintres Ary Scheffer et Paul Delaroche ainsi qu'à l'École des beaux-arts.

### Œuvres
Ange Tissier expose au Salon de peinture dès 1838. Plusieurs de ses portraits sont montrés au public lors de l'exposition de cette dernière année.

En 1841, il y présente une Nymphe endormie surprise par deux faunes puis, en 1842, un Portrait de Mme A..., en 1844, une Tête de Vierge et, en 1845, une Mater Dolorosa. Il participe également aux Salons de 1846 (Le Christ portant sa croix), 1847 (Portrait de Mme Hersart du Buron), 1849 et 1851 (deux portraits de femmes), 1853 (Portrait d'Abd-el-Kader, 1852, musée de Versailles), et 1857 (Portrait du général Mayran, musée de Versailles).

C'est au Salon de 1861 qu'il expose, outre deux portraits, deux de ses toiles les plus emblématiques : Une Algérienne et son esclave (1860, 130 × 97 cm, Paris, musée du quai Branly), une composition orientaliste, et Le Prince-président visitant Abd-el-Kader au château d’Amboise (musée de Versailles), un grand portrait de groupe à la gloire de Napoléon III. En 1866, il présente un autre tableau du même genre : L'achèvement du Louvre (L'empereur approuvant les plans présentés par M. Visconti), peint l'année précédente, est une commande de l'État. La même année, il expose un Portrait de la supérieure générale des sœurs de Sainte-Marie de la Famille. En 1868, il présente deux études (une Jeune fille et un Mendiant breton). Au Salon de 1869, il expose un portrait d' Italienne qui est également acheté par l'État.

L'année suivante, il expose deux portraits. En 1872 et en 1873, il présente un Portrait de M. O. de V. puis, en 1875, L'attente, Le sourire et un Portrait de la baronne de J.. En 1876, le Salon expose son Portrait de M. L. P.

Les œuvres de Tissier sont récompensées en 1845 (médaille de troisième classe), 1847 et 1848 (médailles de deuxième classe), 1855 (troisième classe) et 1861 (deuxième classe).
En 1852, avec Charles Landelle et Jean Gigoux, il décore d'allégories les salles d’attente de la cour des comptes et du conseil d’État au palais d’Orsay. En 1867, Ange Tissier est décoré de la Légion d'honneur. Il demeure, avec « Alfred de Dreux, Ernest Meissonier, Adolphe Yvon et Franz Xaver Winterhalter, parmi les peintres que Napoléon III considéra comme les plus doués serviteurs de la gloire impériale ».

### Élèves
Sous le Second Empire, il eut surtout pour élèves des femmes telles que les suédoises Amalia Lindegren (avant 1853) et Kerstin von Post (avant 1864), la norvégienne Marie Helene Aarestrup (vers 1859), les américaines Elizabeth Gardner (vers 1865) et Suzanne Porter, la péruvienne Maria Rebeca Oquendo, la polonaise Nathalie de Mool (avant 1868), et les Françaises Marie Gallois, née Durand ou Durant (avant 1857), Victorine Régnier, née Barbier (avant 1861), Alix Duval (avant 1868), Marie-Amélie Chartroule (dite Marc de Montifaud), Élisa-Marguerite Guy (avant 1870), Léonie Debette, née Adam, Marie Chevalier, Gabrielle Le Masquerier, Armande Perard, Mathilde Robert, Mathilde Demougin (avant 1868), et Mme Edmond Jeanmaire.

Il fut également le maître (avant 1853) de Napoléon-Joseph Bellardel (avant 1868), de Louis-Antoine-Auguste Thomas (avant 1867), de Jean Sauvagnac (avant 1868), d'Oscar-Pierre Mathieu (avant 1869) et de Stephen Jacob (avant 1868).

## Galerie

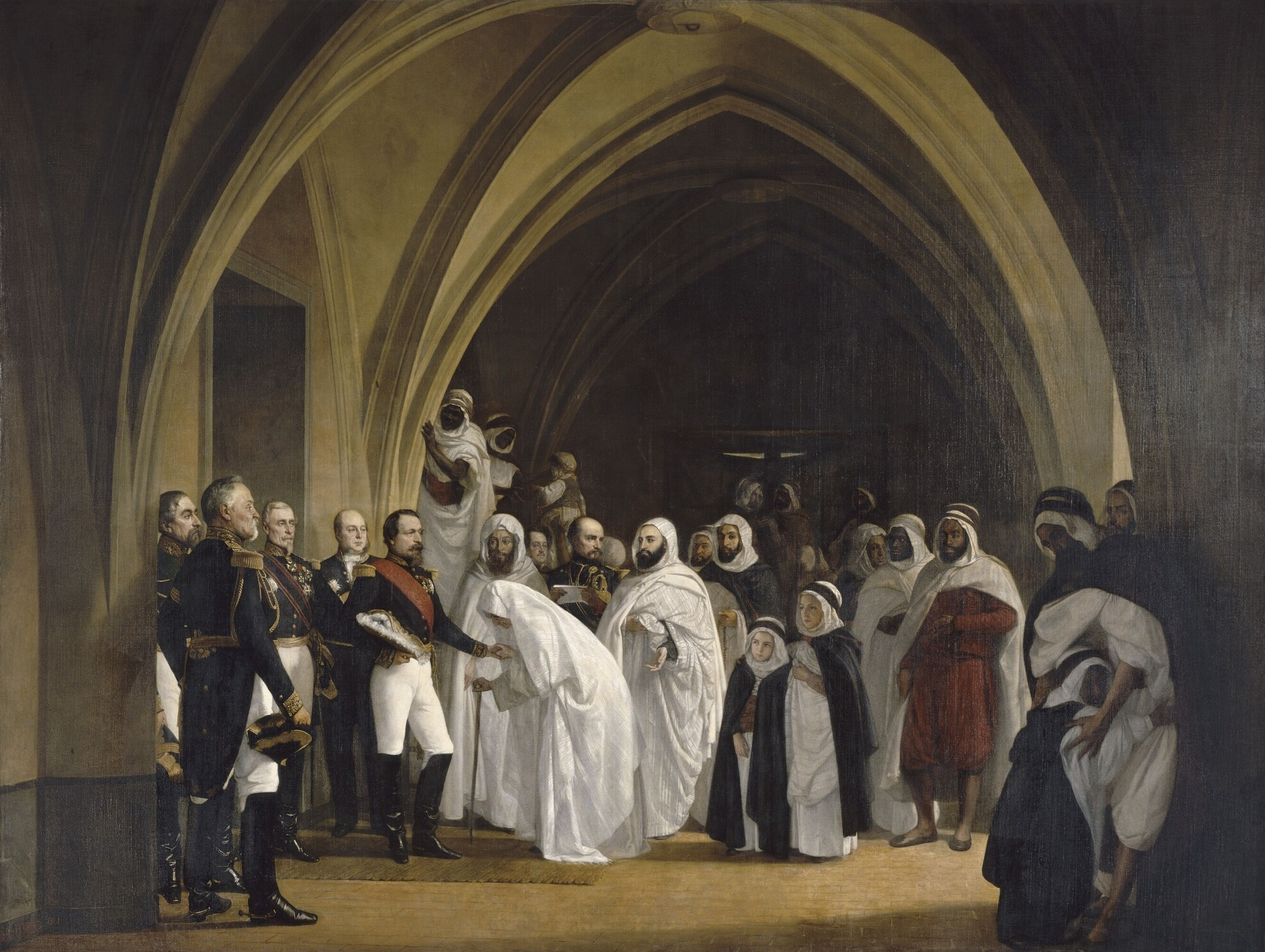
Le Prince-président rend la liberté à Abd-el-Kader au château d'Amboise le 16 octobre 1852, 1861, 350 × 465 cm, musée de Versailles.
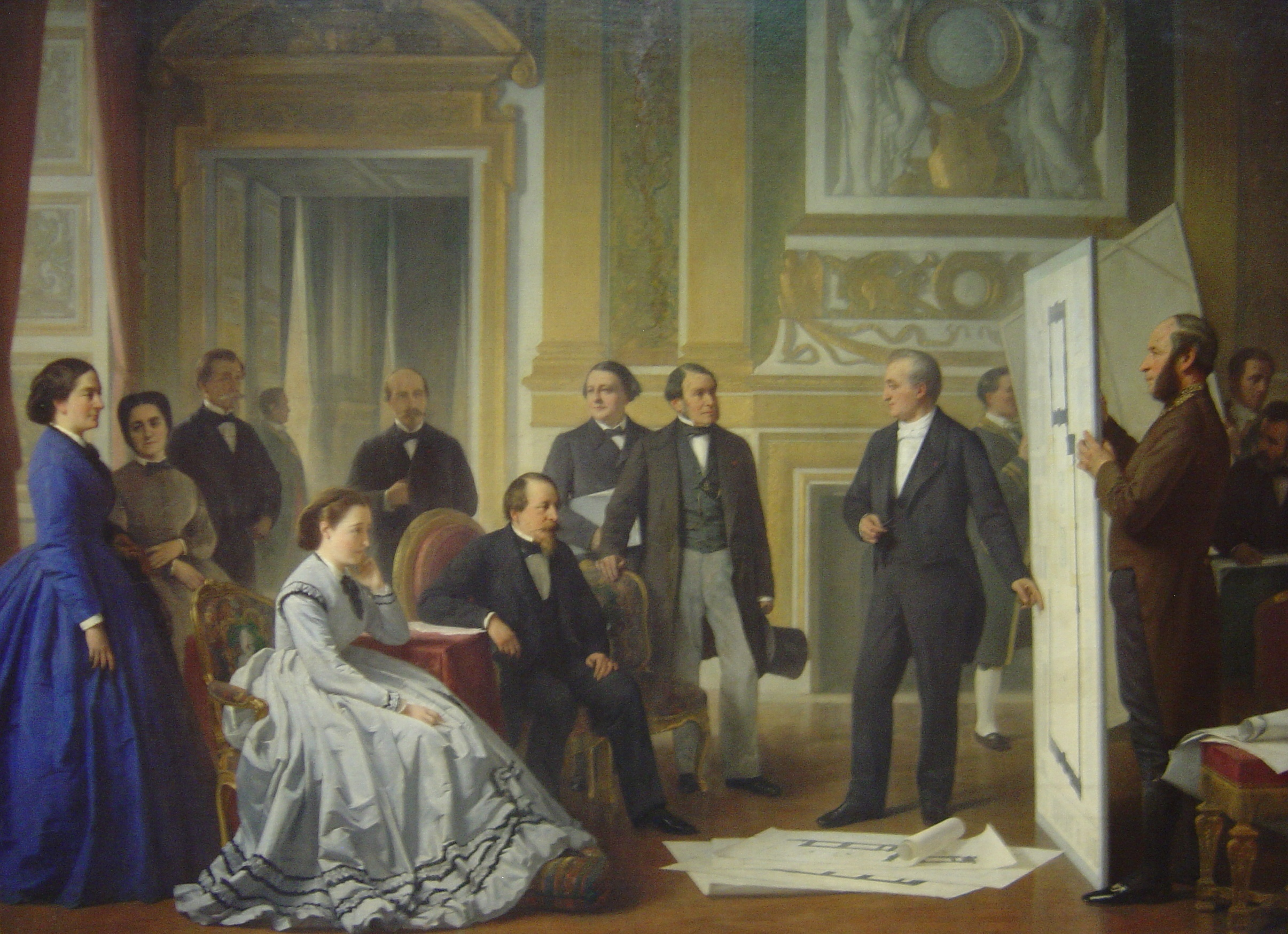
L'achèvement du Louvre. L'empereur approuvant les plans présentés par M. Visconti, 1865, 178 × 231 cm, musée de Versailles (en dépôt au musée du Louvre).
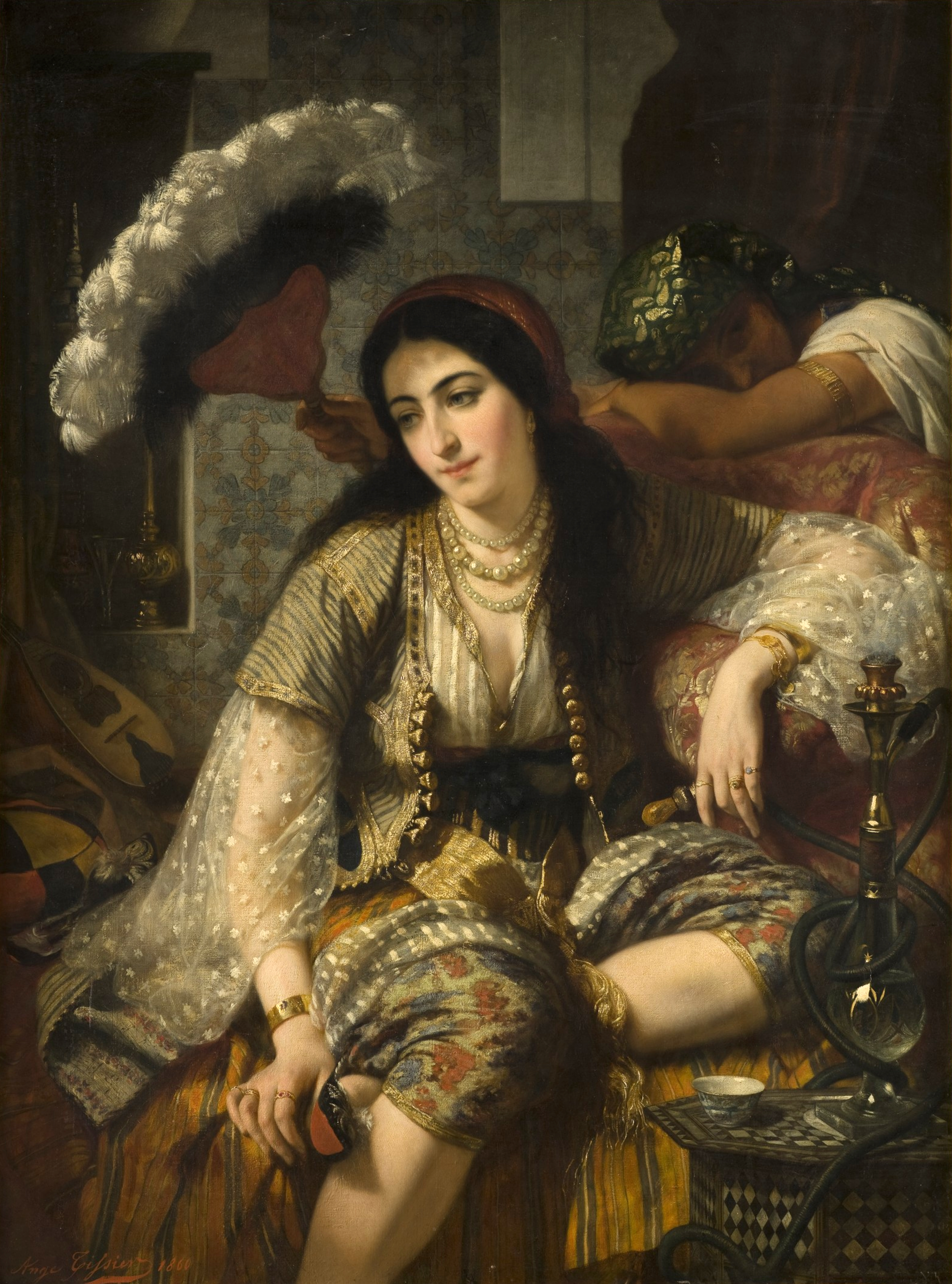
L'Odalisque, 1860.